# Actinia
Actinia là một chi động vật không xương sống ở biển thuộc bộ Hải quỳ. Chúng sống đơn độc, không có bộ xương, trong tư thế tự nhiên dưới biển có dạng một bông hoa, màu hồng hoặc màu ô liu rực rỡ. Chúng phân bố rất rộng, khắp các vùng biển từ cực đến xích đạo, từ vùng triều đến biển sâu.

## Danh sách loài
Các loài sau được liệt kê theo World Register of Marine Species (WoRMS):
- Actinia aster Ellis, 1768
- Actinia australiensis Carlgren, 1950
- Actinia bermudensis (McMurrich, 1889)
- Actinia candida Müller, 1776
- Actinia cari Delle Chiaje, 1822
- Actinia cinerea Gay, 1854
- Actinia cleopatrae Hemprich & Ehrenberg, 1834
- Actinia curta Drayton in Dana, 1846
- Actinia delicatula (Hertwig, 1888)
- Actinia equina (Linnaeus, 1758)
- Actinia fiscella Müller, 1789
- Actinia fragacea Tugwell, 1856
- Actinia gelatinosa Moseley, 1877
- Actinia gemma Drayton in Dana, 1846
- Actinia glandulosa Otto, 1823
- Actinia gracilis Hemprich & Ehrenberg, 1834
- Actinia graminea Drayton in Dana, 1846
- Actinia grobbeni Watzl, 1922
- Actinia infecunda McMurrich, 1893
- Actinia kraemeri Pax, 1914
- Actinia mamillaris Quoy & Gaimard, 1833
- Actinia multicolor Stimpson, 1856
- Actinia nigropunctata den Hartog & Ocaña, 2003
- Actinia papuana Quoy & Gaimard, 1833
- Actinia parasitica Couch, 1842
- Actinia phaeochira (Schmarda, 1852)
- Actinia prasina Gosse, 1860
- Actinia rosula Ehrenberg, 1834
- Actinia rufa Müller, 1776
- Actinia sali Monteiro, Sole-Cava & Thorpe, 1997
- Actinia sanguineopunctata Templeton, 1841
- Actinia schmidti Monteiro, Sole-Cava & Thorpe, 1997
- Actinia simplex Ehrenberg, 1834
- Actinia striata Quoy & Gaimard, 1833
- Actinia striata Rizzi, 1907
- Actinia strigata Quoy & Gaimard, 1833
- Actinia tabella Drayton in Dana, 1846
- Actinia tenebrosa Farquhar, 1898
- Actinia tongana Quoy & Gaimard, 1833
- Actinia virgata Johnson, 1861